# 張惟一 (萬曆進士)
張惟一（16世纪？—1645年），字允之，號玄中，河南歸德府睢州人，明朝、南明]官员。

## 生平
張惟一是萬曆三十七年（1609年）己酉科河南鄉試第七十三名舉人，四十一年（1613年）癸丑科的進士，户部觀政，四十二年授宜君知縣，調平陆县，四十四年調山西临汾县知县，天啓五年擢任工科給事中。天啟年間他上書關口事宜和登萊巡撫文武不和，希望使巡撫調職；同時又指出關口六個弊病。明熹宗說：「你的言論切中要害。」五年十月轉為禮科右給事中；因與大理寺正許志吉互相攻擊，六年八月改任吏科左给事中，七年獲曹钦程推荐主考浙江乡试，以殿工加升太常寺少卿。崇禎帝繼位，以阉党罷官。他和許定國為女兒親，弘光元年（1645年）許定國殺害高傑，馬士英起用張惟一招攬；他打算讓許定國上疏認罪，但不成功。不久朝廷追贈高傑，但詔書長期不能下達，他南走時被李翔雲誤認為張縉彥而被殺。

## 家族
曾祖張時楷，省祭。祖父张方升。父张瑶，寿官。

## 引用
1. 1 2  錢海岳《南明史·卷三十八·列傳第十四》：（張）惟一，字允之，睢州人。萬曆四十一年進士。累官工科給事中。天啟中，上言關門事宜并及登撫文武不和，恐誤事，登撫或裁和調，乞早處分。又陳關門六弊。上曰：「切中時要。」轉禮科右。與大理寺正許志吉互訐，改吏科。
2. ↑  《萬曆四十一年癸丑科進士履歷》：张惟一，玄中，書一房，丁亥十一月十一日生。睢州人，己酉鄉試七十三名，会试三百八名，三甲九十六名。户部政，甲寅授宜君知縣，調平陆县，丙辰調臨汾，行取，甲子補工科給事中，乙丑降，本年復原职，升禮科右，丙寅升吏科左，丁卯浙江主考，加太常寺正卿，戊辰巡青，升工科都，闲住。
3. ↑  錢海岳《南明史·卷三十八·列傳第十四》：而詔書久不下，張惟一南走，（李）翔雲誤以為（張）縉彥，殺之。……威宗立，陞太僕少卿、太常卿。尋以曹欽程薦典試浙江并預修《三朝要典》罷。與定國為女兒親，定國殺傑，士英起惟一以招定國。惟一欲令定國上疏認罪，不果。